# 망원정 터
망원정 터(望遠亭址)는 서울특별시 마포구 합정동에 있는 조선시대의 정자이다. 1990년 6월 18일 서울특별시의 기념물 제9호로 지정되었다.

## 개요
지금 양화대교 북단, 즉 양화진 서쪽 강변북로 옆에 자리잡고 있다. 망원정은 한강의 수려한 경치를 굽어보는 얕은 언덕 위에 서남향으로 자리하고 있다. 이 정자는 조선시대의 많은 선비들이 즐겨 찾던 명소 중의 하나였다. 인근의 양화진은 조선시대에 한강을 건너 양천ㆍ김포 방향으로 나가는 큰 나루터로 수상교통의 요지였을 뿐 아니라 군사상 요충지였다.
망원정 자리는 원래 세종의 형인 효령대군(孝寧大君)이 세종 6년(1424)에 별서(別墅)를 마련하고 약간의 농사도 지으며 강상(江上)의 물결을 즐기던 곳이었다. 《궁궐지》에 의하면, 세종 7년(1425)에 가뭄이 계속되자 농민의 삶을 살피기 위해 서쪽 교외로 나왔다가 효령대군의 새 정자에 올랐는데, 때마침 비가 내려 온 들판을 흡족하게 적시니 매우 기뻐하며 정자 이름을 '희우정(喜雨亭)'이라고 지어 주었다고 한다. 효령대군은 왕이 행차한 것은 물론 정자의 이름까지 지어준 것에 감사하여 글씨로 이름을 날리던 부제학 신장(申檣)에게 글씨를 쓰게 하고 문장을 잘 짓는 변계량(卞季良)에게 내용을 기록하도록 하였다. 이글은 《동문선》에 〈희우정 기문〉으로 실려 있다. 변계량은 기문에서 “희우정의 제도는 사치하지도 않고 누추하지도 않다. 북악이 뒤에서 굽어보고 한강이 앞에서 흐르는데, 서남쪽의 여러 산들이 막막하고 아득하여 구름·하늘·연기가 물 밖으로 저 멀리 보일 듯 말 듯하다. 굽어보면 물이 맑아 물고기ㆍ새우도 역력히 셀 수 있다. 바람 실은 배의 돛과 모래 위의 새들이 바로 정자 아래서 오가고, 천여 그루의 소나무는 푸르고 울창하여 술상 위에 어른거린다. 여기에 풍악 소리가 요란하고 맑은 바람이 시원하게 불어오니 황홀하여 날개가 돋아 푸른 하늘로 오르는 것만 같다. 마음이 자유스러워져서 바람 타고 신선세계에 노는 것만 같다. 눈이 아찔하고 머리털까지 곤두서는 듯하다.” 고 칭송하였다.
세종은 그 후로도 수차 희우정에 들러 서교(西郊)에서 벌이는 군사들의 방포·말타기·활쏘기 등 훈련을 친히 사열하고, 시를 짓고 그림도 그리게 하였다. 이 당시 따라왔던 안평대군이 그린 <도원몽중도첩(桃源夢中圖帖)>이 지금 일본 덴리쿄대학에 소장되어 있다.
그 후 성종 15년(1484) 성종의 형 월산대군이 퇴락한 희우정을 효령대군으로부터 얻어 고쳐 짓자 성종이 '望遠亭(망원정)'으로 이름을 지어 주었다고 한다. 망원정은 정자에 오르면 멀리 산과 강을 잇는 경치를 잘 바라 볼 수 있음을 뜻한다. 월산대군은 눈 덮인 양화벌의 겨울경치를 <양화답설(楊花踏雪)>이라 하여 <한성십영(漢城十詠)>의 한 곳으로 손꼽았다.
성종 때 명나라 사신으로 왔던 동월(董越)이 지은 시(詩)에 “석양이 늦었다고 높은 다락에 안 오르리, 좋은 풍광 오래 즐기며 웃는 소리 끊이지 않네... 난간을 의지해도 평생 꿈길 찾을 수 없는데, 촛불을 잡으니 이 밤의 놀이 참으로 좋으네.” 라는 구절이 있어 망원정은 강변에 가깝게 있고 누각 형식의 건물로 난간이 돌려져 있었음을 알 수 있다. 연산군 12년(1506) 7월 연산군이 망원정을 크게 확장할 것을 명하여 공사를 시작하였으나, 공사를 하던 중 그 해 9월 중종반정(中宗反正)이 일어나 망원정도 다시 옛 모습을 유지하게 되었다. 작자 미상의 그림에 의하면, 희우정은 강변 깎아지른 듯한 암반 위에 덤벙주초석을 놓고 정면 3칸, 측면 1칸 규모의 건물이었는데, 마루 둘레에는 난간을 돌리고 팔작지붕을 한 모습으로 그려져 있다.
망원정은 1925년 을축년 대홍수로 유실되었다. 망원정지 앞은 지금 강변북로가 되었으며, 주변 일대에는 주택가가 조성되었다. 서울특별시에서는 1987년에 정자터를 발굴하고, 1989년 7월 정자를 재건하였다. 경사진 언덕에 선 이 정자는 전면은 장초석, 후면은 일반 초석을 놓고 그 위에 원기둥을 세우고, 누 형식으로 재건된 건물로서 정면 3칸, 측면 2칸, 5량가 무고주(無高柱) 이익공 겹처마 팔작지붕에 단청을 하였다.
지붕의 마루에는 양성을 하였고, 첨차 외단 상·하 익공 사이는 분리되었다. 창방 위로는 화반을 두고, '人'자 대공을 사용하여 조선초기 공포 형식을 반영하려고 하였다. 강변북로 쪽 정면 처마 아래에는 '望遠亭(망원정)', 안에는 '喜雨亭(희우정)' 현판을 달았다.
건물 왼편인 동남쪽 아래로는 솟을삼문을 내었으나, 강변북로가 바로 접하여 있어 이 문을 통해 진입하는 것은 불편하다. 건물 뒤 동쪽 아래로는 협문을 세워 일반인들 출입통로로 하였고, 그 옆에 관리실 건물이 있다. 망원정을 바로 옆에서 마주하며 한강을 내려보는 잠두봉에는 절두산 복자기념성당이 서 있다.

## 참고 자료
- 망원정 터 - 국가유산청 국가유산포털

 본 문서에는 서울특별시에서 지식공유 프로젝트를 통해 퍼블릭 도메인으로 공개한 저작물을 기초로 작성된 내용이 포함되어 있습니다.